# Спір Олександр Олександрович
Олекса́ндр Олекса́ндрович Спір [також Шпір, нім. Spir] — (*1770 — †1862), лікар, філософ й медичний діяч родом з Херсонщини. Батько Африкана Спіра
Студіював медицину в Москві; був директором військових шпиталів в Одесі та Миколаєві (1812 — 20), інспектором лікарської управи в Херсоні. 1830 — 52 проводив лікарську практику у власному маєтку на Херсонщині.
Автор популярної праці про достовірність у медицині (1836), переклав з німецької мови низку книг з питань фізики, запровадження щеплень проти віспи, інфекційних захворювань та інше.